# Ferrocarril de Iquique a Pintados
El Ferrocarril de Iquique a Pintados fue una vía férrea chilena existente entre la ciudad de Iquique y la localidad de Pintados con el fin de unir a la primera de estas con el ferrocarril Longitudinal Norte.

## Historia

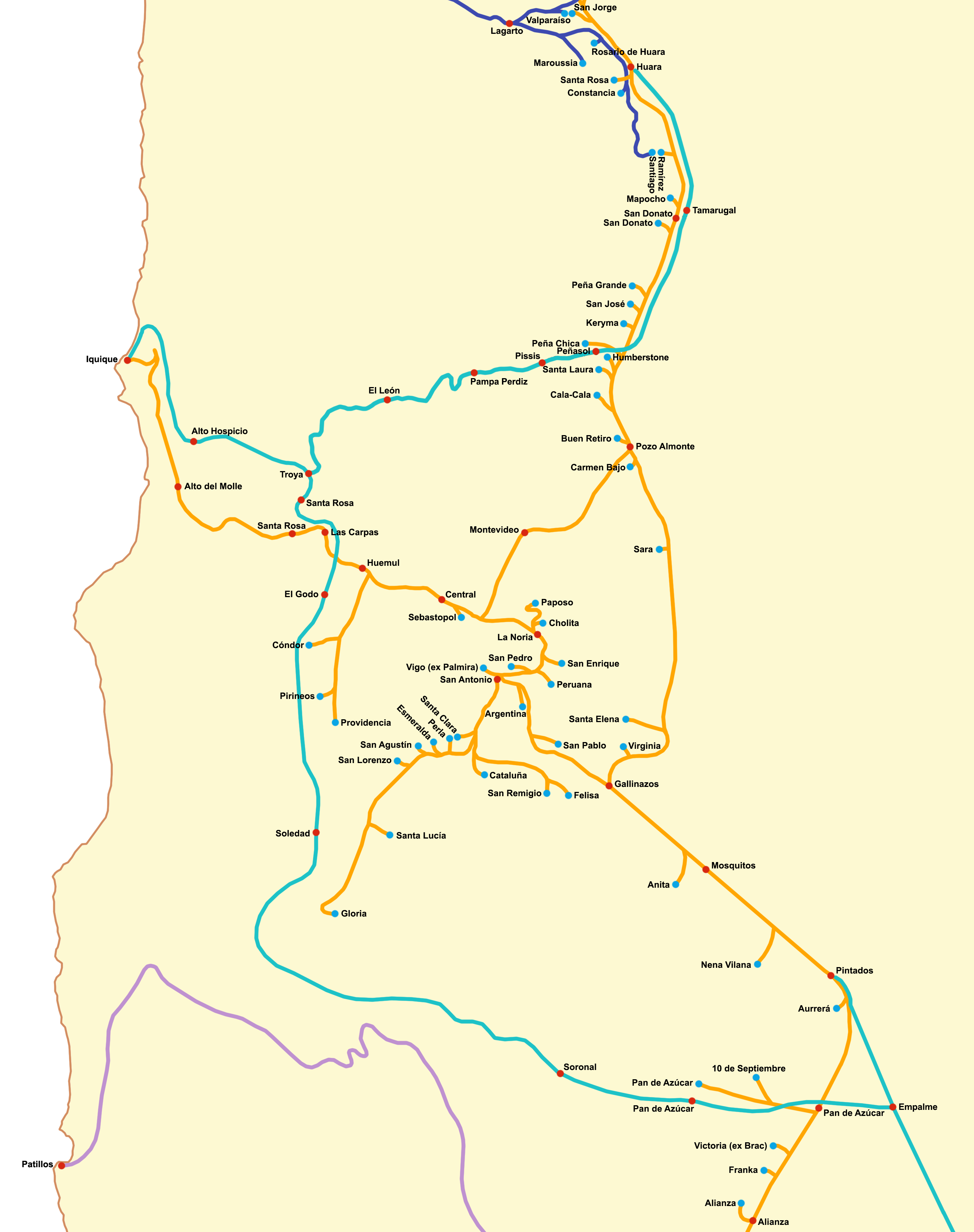
Red ferroviaria de Tarapacá hacia 1940. El Ferrocarril de Iquique a Pintados aparece en turquesa, mientras que las estaciones están marcadas en rojo.

La autorización del gobierno para iniciar la construcción del ferrocarril fue otorgada mediante la ley 2949 del 18 de noviembre de 1914 en la cual se autorizó la inversión de 1 700 000 pesos de la época, mientras que las obras se iniciaron en 1915 con una extensión inicial de 130,5 km. La idea inicial fue crear una vía de trocha métrica que permitiera enlazar a Iquique con el Longitudinal Norte y también romper con el monopolio del Ferrocarril Salitrero de Tarapacá.
En diciembre de 1926 el Congreso autorizó al gobierno a solicitar un préstamo destinado a financiar la construcción de ramales del ferrocarril hacia las oficinas salitreras Nebraska, Pissis, Santa Lucía, Cóndor, Pan de Azúcar, Brac y Diez de Septiembre, además de un desvío en el paradero Aduana y la construcción de la maestranza de dicha línea; esta última a cargo de la firma Barriga, Wachholtz y Alessandri, y ubicada en el sector de El Colorado. Posteriormente dicho ramal hacia Pissis y Nebraska fue extendido hacia el norte, corriendo de forma paralela a la vía del Ferrocarril Salitrero de Tarapacá y llegando a las estaciones Peñasol, Tamarugal y Huara.
La línea inició sus operaciones de manera provisoria en noviembre de 1928, oficialmente para el tránsito de pasajeros el 23 de enero de 1929 y el 23 de febrero para el tráfico de carga. Inicialmente fue operado por la Sección Ferrocarriles del Ministerio de Fomento bajo el nombre de Ferrocarril de la Provincia de Tarapacá, sin embargo posteriormente mantendría el nombre de Ferrocarril de Iquique a Pintados. El 23 de marzo de 1934 se aprobó la construcción de un nuevo ramal hacia las oficinas Peña Chica y La Palma, mientras que el 11 de octubre de 1936 fue inaugurada la vía hasta Huara.
En 1943 el control de la línea pasó a la Empresa de los Ferrocarriles del Estado y en 1950 se fusionó con las secciones que aún quedaban de los Ferrocarriles Salitreros de Tarapacá —aun cuando la fusión se realizó de manera oficial el 21 de septiembre de 1951—, tras lo cual convirtió a trocha métrica las vías de dicho ferrocarril, que originalmente eran de ancho estándar y se comenzó a utilizar la antigua estación del Ferrocarril Salitrero como terminal —así como también la vía de dicho ferrocarril entre Pintados e Iquique, pasando por La Noria y Central—, quedando en desuso la antigua estación ubicada en el acceso al puerto de Iquique —también denominada como «estación fiscal»—.
En 1957 el ferrocarril comenzó a operar de manera conjunta con el tramo del Longitudinal Norte perteneciente a la Chilean Northern Railway Ltd. (operado por el Ferrocarril de Antofagasta a Bolivia mediante un mandato de la empresa antes mencionada) para convertirse en el Ferrocarril de Iquique a Pueblo Hundido el 14 de septiembre de 1961 producto de la fusión de ambas líneas con la red del Ferrocarril Salitrero de Tarapacá.
En febrero de 1961 fueron cerradas todas las estaciones de la línea entre Troya y Huara, mientras que en junio del mismo año fueron suprimidas las estaciones entre El Godo y Soronal. El 13 de junio de 1975 circuló por última vez un tren de pasajeros en el tramo Iquique-Pintados, al igual que en el resto del Longitudinal Norte. El 6 de septiembre de 1985 fue autorizado el levante de las vías en el tramo del Ferrocarril de Iquique a Pintados entre las estaciones Iquique y Las Carpas pasando por Alto Hospicio y Troya.